# La Perla, Callao

La Perla, Callao

La Perla är ett av sex distrikt som tillsammans utgör hamnstaden Callao, Peru.

## Geografi
Distriktet har en yta av 2,75 km². Det gränsar i söder till Stilla havet, i öster till San Miguel (i Lima), i norr till Bellavista och i väster till Callao (stadskärnan)

## Demografi
Enligt 2005 års folkräkning av INEI, hade distriktet 59 602 invånare, en befolkningstäthet av 21 673,5 personer/km² och 14 699 hushåll i distriktet.

## Historik
La Perla tillkom 1964 och avskildes från Bellavista under första regeringen av Fernando Belaúnde Terry. La Perla var under lång tid ett område med jordbruksfält, tills tillväxten av befolkningen i Bellavista tvingade fram dess urbanisering i mitten av 1900-talet.
Under den prekoloniala tiden var kusten vid Callao bebodd av Collas. Fynd från denna era upptäcktes och studerades 1906 av Max Uhle, på klippiga stränderna vid La Perla.
De var snäckor som avslöjade en befolkning som haft fiske som sin huvudsakliga källa till föda. Självaste Regel påvisade förekomsten av en förhistorisk flod eller arm av floden Rímac, som korsade dalen, ledde mot forntida källor vid Aguilar och Chacra Alta, korsade bakom Colegio Militar Leoncio Prado och sedan mynnade ut i havet. 
När bygget av Av. Progreso {idag Costanera) påbörjats upptäcktes av en slump en huaca med rester av rustika bruksföremål. En annan upptäckt gjordes 1958, en ’’huaca’’ på en kulle av adobestenar, förmodligen använd som kultplats, som låg i korsningen mellan Ovalo Salón och Avenida Venezuela.
När jordbävningen och tsunamin inträffade den 28 oktober 1746 låg Callao och dess omgivningar helt öde och av de 5 000 invånarna räddades bara 200.
Vicekonung José Antonio Manso de Velasco, grundade staden Bellavista, ett område långt från havet, som en försiktighetsåtgärd mot nya marina katastrofer. Inom det territoriet bildades det som sedan skulle bli La Perla, ursprungligen avsett för huvudstadens överklass. Huacas upptäcktes mellan La Perla och San Miguel, detta framkom främst när byggandet av Progresovägen började, idag Av. Venezuela. Rester av tyger och redskap från Maranga-kulturen hittades, som alla sammanfaller med berättelserna och krönikorna av Cieza de León.
Under byggandet av bostäder mellan Av. Pacífico och Castilla, cirka 1977, hittades rester av ett hantverkscentrum (”Olleria”) som fanns nämnt i Chronicle of Peru av Cieza de León. Arbetet stoppades dock inte och de arkeologiska resterna asfalterades över.